# Robert Michael Miranda
Robert Michael Miranda (* 10. April 1952 in Kirem, Karnataka, Indien) ist ein indischer römisch-katholischer Geistlicher und Bischof von Gulbarga.

## Leben
Robert Michael Miranda empfing am 4. Mai 1978 das Sakrament der Priesterweihe.
Am 24. Juni 2005 ernannte ihn Papst Benedikt XVI. zum Bischof von Gulbarga. Der Apostolische Nuntius in Indien, Erzbischof Pedro López Quintana, spendete ihm am 18. August desselben Jahres die Bischofsweihe; Mitkonsekratoren waren der Erzbischof von Bangalore, Bernard Blasius Moras, und der Bischof von Mangalore, Aloysius Paul D’Souza.